# Viljakkalanselkä
Viljakkalanselkä är avskild del av sjön Kyrösjärvi vid Viljakkala. Den ligger i Ylöjärvi kommun i landskapet Birkaland. Viljakkalanselkä ligger 83,2 meter över havet. Arean är 6 kvadratkilometer. I sjön finns blan andra öarna Kaitasaari och Iso Vironsaari.